# Hypsirhynchus callilaemus
Espèce
Synonymes
- Natrix callilaema Gosse, 1851

Hypsirhynchus callilaemus  est une espèce de serpents de la famille des Dipsadidae.

## Répartition
Cette espèce est endémique de Jamaïque.

## Publication originale
- Gosse, 1851 : A Naturalist's Sojourn in Jamaica. Longman, Brown, Green and Longmans, London, p. 1-508 (texte intégral).